# Copa da Liga Escocesa 2009–10
A Copa da Liga Escocesa de 2009-10 foi a 64º edição do segundo mais importante torneio eliminatório  do futebol da Escócia. O campeão foi o Rangers F.C., que conquistou seu 26º título na história da competição ao vencer a final contra o St. Mirren F.C., pelo placar de 1 a 0.

## Premiação
| Copa da Liga Escocesa de 2009-10  |
| Escócia                           |
| --------------------------------- |
| Rangers F.C. Campeão (26º título) |